# Pandora (álbum de Luísa Sonza)
Pandora es el álbum debut de la cantante brasileña Luísa Sonza, lanzado el 14 de junio de 2019 por Universal Music. El álbum contiene ocho temas, que se completan como un álbum visual, con Sonza trabajando como compositor en siete de ellos, y con la participación de Pabllo Vittar, Gaab y Vitão.

## Sencillos
| Pandora track listing |                                  |          |  |
| N.º                   | Título                           | Duración |  |
| 1.                    | «Parabéns» (feat. Psirico)       | 2:16     |  |
| 2.                    | «Amor de que»                    | 2:37     |  |
| 3.                    | «Flash Pose» (feat. Charli XCX)  | 2:33     |  |
| 4.                    | «Ponte perra» (feat. Charli XCX) | 2:13     |  |